# بولسنا
بولسنا (به ایتالیایی: Bolsena) یک کومونه در ایتالیا است که در استان ویتربو واقع شده‌است.

## خصوصیات
بولسنا ۶۳٫۹۴ کیلومترمربع مساحت و ۴٬۲۲۲ نفر جمعیت دارد و ۳۵۰ متر بالاتر از سطح دریا واقع شده‌است.

## خواهرخوانده
شهر Volkertshausen خواهرخواندهٔ بولسنا هست.

## نگارخانه

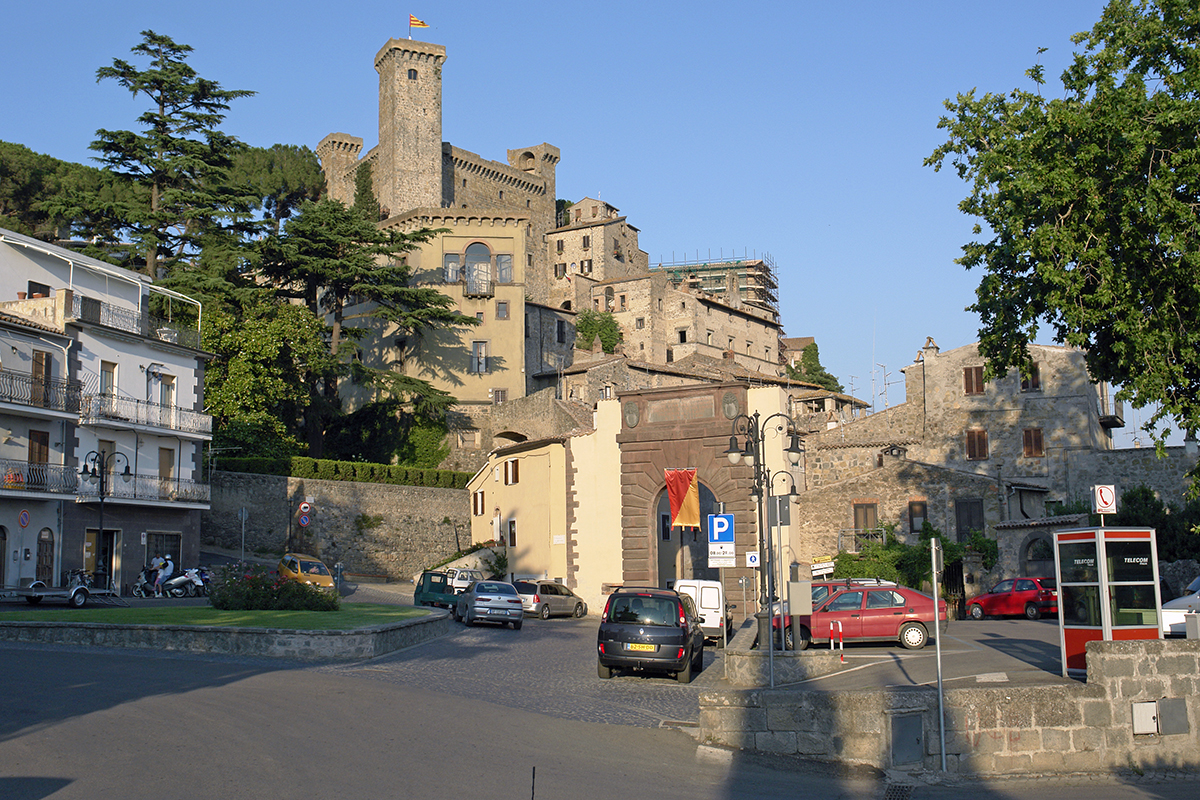
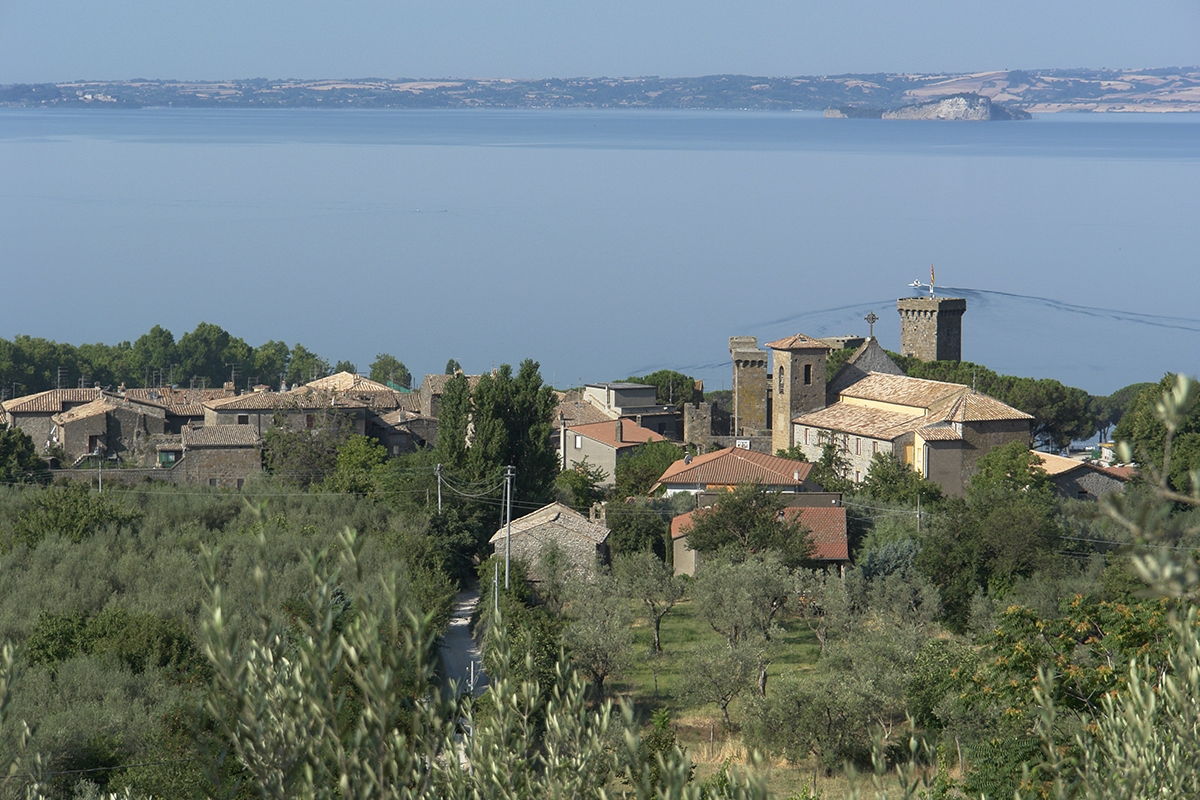
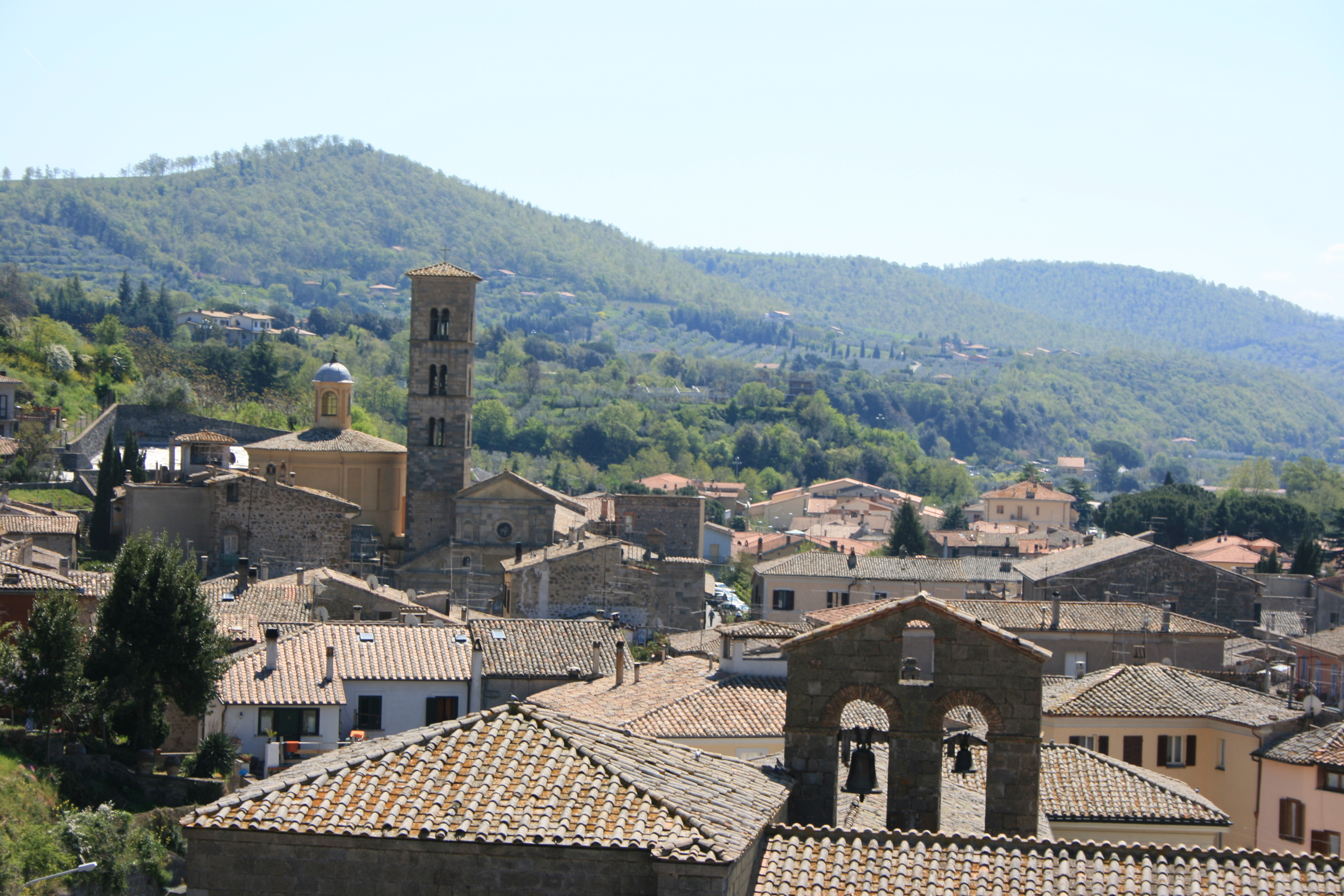
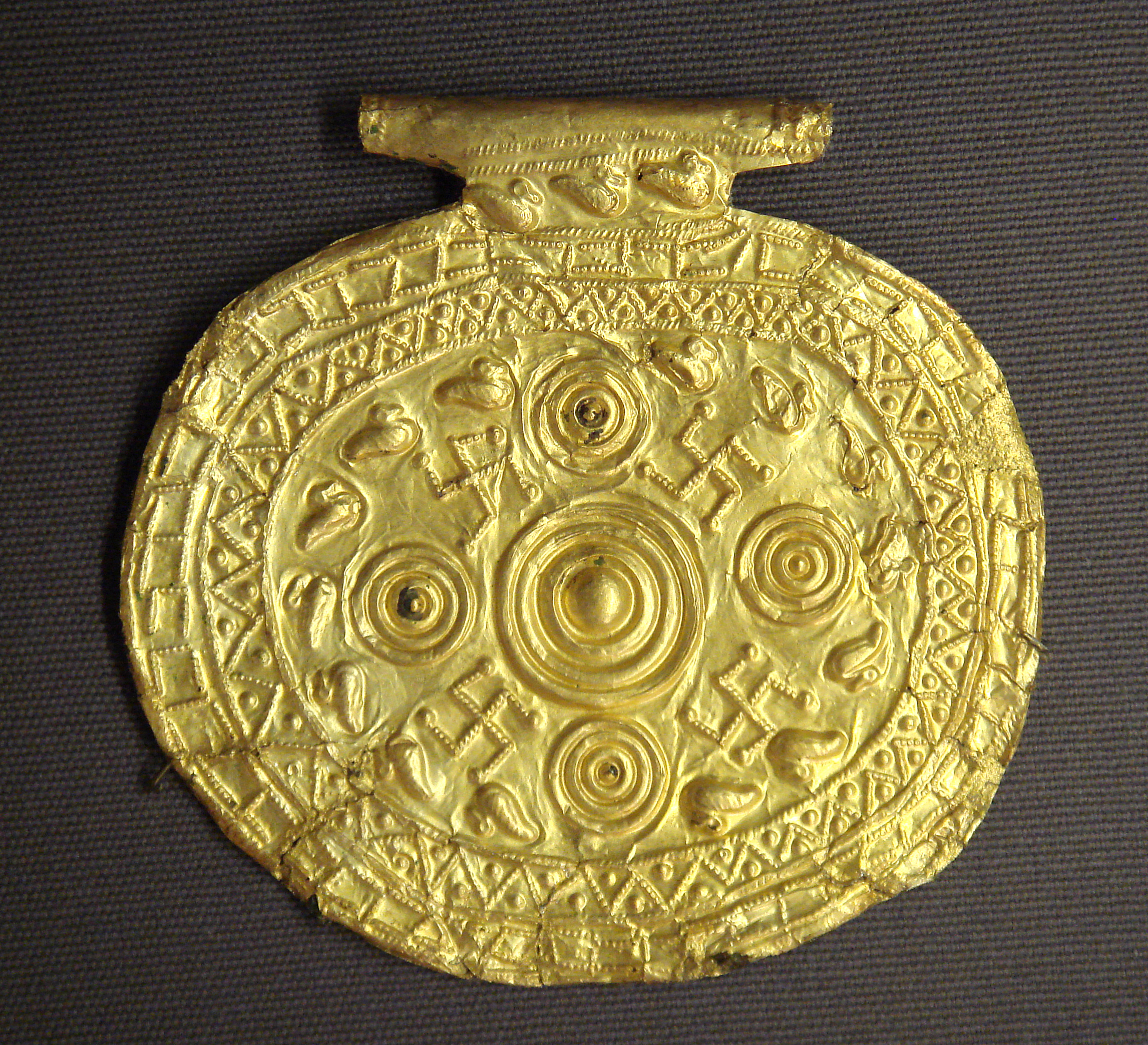